# 粟飯原家住宅
粟飯原家住宅（あいはらけじゅうたく）は、徳島県名西郡神山町にある歴史的な建造物。国の重要文化財に指定。

## 歴史
1351年（慶応2年）に下総国より阿波国に派遣された上山谷の6箇村の大庄屋である粟飯原家の分家である。当時の一般農家が2間取りから3間取りが普通であったのに対し、粟飯原家は6間取りあり、支配階級の民家として貴重なものとされている。
建物は鮎喰川上流左岸の山裾に建っており、屋敷地は広く、前面に石垣が築かれている。建築年代は棟札により1710年（宝永7年）であることがわかる。粟飯原家住宅はこの地方における6間取りの平面をもつ家では最古の民家である。また1976年（昭和51年）5月20日に国の重要文化財に指定された。

## 交通
- JR「徳島駅」より車で約45分。